# واسیشکا
واسیشکا (کوشانی: BAZHÞKO Bazēško؛ خط براهمی  Vā-si-ṣka؛ خروشتی: 𐨬𐨗𐨿𐨱𐨅𐨮𐨿𐨐 Va-jhe-ṣka پنجمین شاهنشاه کوشانی از زمان کانیشکای کبیر الی واسودیوا یکم بود که از سال ۲۴۷ الی ۲۶۵ میلادی به مدت ۱۸ سال بر امپراتوری کوشانی حکم‌راند.